# トレチノイントコフェリル
トレチノイントコフェリル (Tretinoin tocoferil) またはレチノイン酸トコフェリルは、レチノイン酸とα-トコフェロールとがカルボン酸エステルの形で結合したもの。トコレチナート (Tocoretinate) とも。日本でのオルセノン軟膏は、褥瘡、皮膚潰瘍に適応を持つ。

## 構造

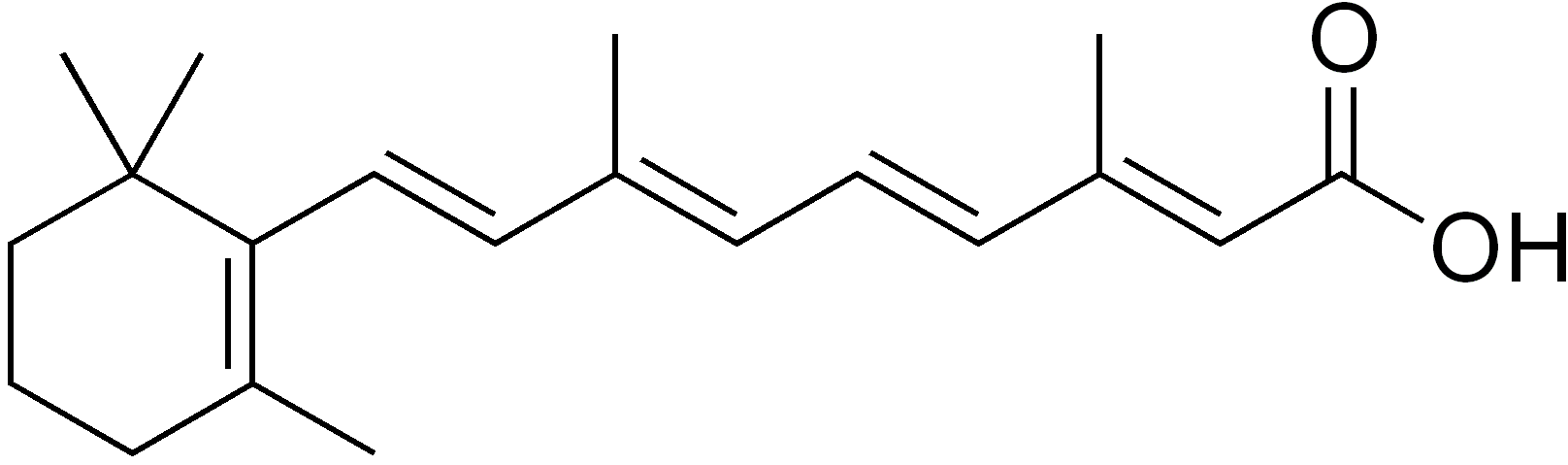
レチノイン酸の構造式。分子末端部のカルボキシ基がエステル結合している。

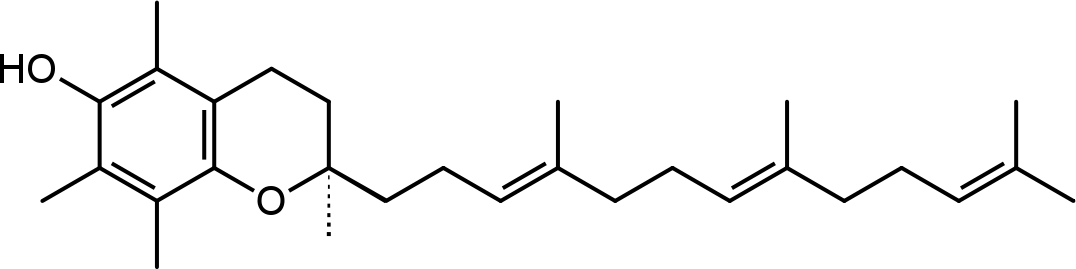
α-トコフェロールの構造式。分子中にあるベンゼン環についた水酸基がエステル結合している。

トレチノイントコフェリルは炭素と水素と酸素のみからなる化合物で、分子式はC49H76O3、分子量は713.1259である。トレチノイントコフェリルは、レチノイン酸が持つカルボキシ基と、ビタミンEの1種であるα-トコフェロールが持つ水酸基とが脱水縮合して、カルボン酸エステルとなった構造をしている。
(±)-2,5,7,8-テトラメチル-2-[(4R,8R)-4,8,12-トリメチルトリデシル]-3,4-ジヒドロ-2H-1-ベンゾピラン-6-オールレチノアート

## 性質
ヒトは、トレチノイントコフェリルを口にしても味を感じない。その構造からも明らかなように脂溶性（疎水性）の物質であり、また吸湿性もほとんどない。トレチノイントコフェリル1gを溶かすために、酢酸エチルやクロロホルムやトルエンやベンゼンならば1mLあれば充分だが、エタノールなら約60mLが必要で、メタノールなら約5L必要で、水に至っては10L以上を必要とする。なお、トレチノイントコフェリルはやや黄色味を帯びている。黄色に見えるということは可視光の一部の波長域を吸収することは明らかであるわけだが、トレチノイントコフェリルは、紫外可視吸光スペクトルにおいては、波長363nmから波長367nmの紫外線領域に極大吸収帯を持っている。また、その構造から明らかなように、カルボニル基に特徴的な赤外線吸収も見られる。
太陽光に対してトレチノイントコフェリルは、やや不安定である。酸化チタンとで光に対する安定性が向上する。

## 医薬品
日本で1992年に承認されたトレチノイントコフェリル含有外用薬は、オルセノン軟膏で、褥瘡、皮膚潰瘍（熱傷潰瘍、糖尿病性潰瘍、下腿潰瘍）に適応を持つ。

### 作用と適応症
トレチノイントコフェリルを含んだ軟膏剤は、褥瘡や皮膚潰瘍に塗布することで、その治癒を早める効果があると認められている。この軟膏を使用すると、ヒトの線維芽細胞の遊走や増殖を促進する。また、トレチノイントコフェリルとフィブロネクチンとが共存することで、ヒトの血管内皮細胞の遊走が促進され、血管新生が促進される。これらの作用によって、皮膚表面の傷の回復速度を上げるとされている。ただし、眼部分にはこの軟膏を使用しない。

### 薬物動態
一般的に脂溶性の薬物は外用薬として用いた時、皮膚からの吸収が良いものの、健常なヒトの皮膚の場合、それは分子量が500程度までと言われている。トレチノイントコフェリルの分子量は713.1259であり、500を大きく上回っている。実際、トレチノイントコフェリルを含んだ軟膏を健常な皮膚に塗布しても、トレチノイントコフェリルは血中からは検出されず、その加水分解物であるトレチノインも血中から検出されず、同じく加水分解物であるα-トコフェロールの血中濃度にも大きな変動が見られなかった。これは健常な皮膚からのトレチノイントコフェリルの経皮吸収は、事実上起こらないことを示唆する。しかし、これは健常な皮膚の場合であって、皮膚の損傷が存在する場合は、もっと大きな分子量の薬剤でも透過することが知られている。そして、トレチノイントコフェリルを含んだ軟膏は、損傷した皮膚に使用する。ただ、製薬会社の説明によれば、トレチノイントコフェリルを定められた用法で外用薬として皮膚潰瘍のある患者に使用しても、トレチノイントコフェリルは血中からは検出されず、その加水分解物であるトレチノインも血中から検出されず、同じく加水分解物であるα-トコフェロールの血中濃度にも大きな変動が見られなかったという。

### 副作用
ヒトにおいて、トレチノイントコフェリルを含んだ軟膏を定められた用法で使用したところ、5688人中17人で皮膚が赤くなり、11人で皮膚の刺激感や皮膚の痛み出るという副作用が現れた。しかし、死亡などの重大とされる副作用は見られなかった。

### 研究段階の用途
研究段階ながら、トレチノイントコフェリルとビタミンD3とを併用すると、ある種の白血病の治療の役に立つのではないかとも言われている。

## 化粧品
トレチノイントコフェリルは、2015年現在、日本では化粧品の成分として、酸化防止剤や保水剤や保湿剤として用いることも可能である。なお、エモリント剤の用途とは皮膚からの水分の蒸発を防ぐという用途のことで、保水剤の用途とは水分子を留めるという用途のこと。

## トレチノインとの比較
トレチノイントコフェリルのエステル結合を加水分解すると、トレチノインが遊離してくることからも明らかなように、トレチノイントコフェリルとトレチノインは類似物質である。このトレチノンには、マウスやウサギやサルにおいて経口投与すると催奇形性があることが知られている。また、トレチノインはビタミンAの関連物質であり、これらはどちらも比較的生体内に蓄積されやすいため、過剰に投与すると毒性が出てくることも知られており、この2つを併用してはならないとされている。他にもトレチノインには、レチノイン酸症候群をはじめとして様々な副作用が起こることが知られている。これに対して、ヒトをはじめとする生体内にはエステラーゼ（エステル結合を加水分解する酵素）が存在しているにもかかわらず、製薬会社はトレチノイントコフェリルについて次のように説明して安全性を主張している。妊娠前のラットや妊娠初期のラットに1,000mg/kgを投与しても催奇形性は見られなかった。このように、その構造の一部に全く同じ構造を持っているのにもかかわらず（単にトレチノインがα-トコフェロールによってエステル化されただけにもかかわらず）、トレチノイントコフェリルの生体への影響は、トレチノインとは異なっている。ちなみに、トレチノイントコフェリルのもう一方の加水分解物であるα-トコフェロールには、特に毒性は知られていない。

## 毒性試験の結果
トレチノイントコフェリルの急性毒性を調べるために、ラットのオスとメスにそれぞれ2,000mg/kgを1回、経口投与、皮下注射、静脈内注射のいずれの経路で投与しても、特にラットに問題は発生しなかった。また、トレチノイントコフェリルの亜急性毒性を調べるために、マウスに対して1日当たり1,000mg/kgを4週間にわたって経口投与しても、特にマウスに異常は発生しなかった。このほか、トレチノイントコフェリルの慢性毒性を調べるために、ラットに1日当たり300mg/kgを12ヶ月間にわたって経口投与しても、特にラットに問題は発生しなかった。しかし、以上のような結果が発表されている一方で、ラットのオスに1日当たり300mg/kg以上を13週間にわたって経口投与した場合、ラットの肝臓の重量が減少したとする結果もある。また、イヌに1日当たり1,000mg/kgを13週間にわたって経口投与した場合、小腸粘膜の充血やうっ血が見られたものの、ラットのオスで見られたような肝臓の重量の減少は見られず、肝機能の低下なども見られなかったとの結果もある。